# Municipio de Mallory
El municipio de Mallory (en inglés: Mallory Township) es un municipio ubicado en el condado de Clayton en el estado estadounidense de Iowa. En el año 2010 tenía una población de 391 habitantes y una densidad poblacional de 4,19 personas por km².

## Geografía
El municipio de Mallory se encuentra ubicado en las coordenadas 42°40′59″N 91°11′29″O / 42.68306, -91.19139. Según la Oficina del Censo de los Estados Unidos, el municipio tiene una superficie total de 93.26 km², de la cual 93,25 km² corresponden a tierra firme y (0,01 %) 0,01 km² es agua.

## Demografía
Según el censo de 2010, había 391 personas residiendo en el municipio de Mallory. La densidad de población era de 4,19 hab./km². De los 391 habitantes, el municipio de Mallory estaba compuesto por el 99,23 % blancos y el 0,77 % eran de una mezcla de razas. Del total de la población el 0,51 % eran hispanos o latinos de cualquier raza.